# Ulugbek Bakaev
Ulugbek Bakaev o Bakayev (in uzbeko Улуғбек Бақоев; Bukhara, 28 novembre 1978) è un allenatore di calcio ed ex calciatore uzbeko, di ruolo attaccante, tecnico del So'g'diyona.

## Palmarès

### Giocatore

#### Club
- Campionato uzbeko: 2

Bunyodkor: 2008, 2009
- Coppa d'Uzbekistan: 1

Bunyodkor: 2008

#### Individuale
- Capocannoniere della Qazaqstan Prem'er Ligasy: 4

2004 (20 gol, ex aequo con Arsen Tlekhugov), 2010 (16 gol), 2011 (18 gol), 2012 (14 gol)
- Calciatore kazako dell'anno: 1

2012